# Batalha de Highbury
Batalha de Highbury é como ficou conhecida uma partida amistosa de futebol entre a Seleção da Itália e a Seleção Inglesa realizada em 14 de novembro de 1934 no Highbury Stadium, na Inglaterra. A partida ganhou notoriedade não só por ter sido muito violenta, mas por seu contexto histórico. Benito Mussolini queria a vitória a todo custo, pois acreditava tratar-se de um confronto de ideologias. Do lado inglês, era o orgulho que estava em jogo. A Inglaterra jamais havia perdido um jogo em casa, e estava jogando com a recém campeã do Mundo. 
Por isso, nas vésperas o Daily Mail escrevia que aquele seria "o jogo de futebol mais importante já jogado desde a Grande Guerra".

## Contexto
Este foi o primeiro jogo da Itália desde que se tornou campeã da Copa do Mundo FIFA de 1934. A Inglaterra não participou daquele mundial já que a Federação Inglesa de Futebol (FA) havia se desfiliado da FIFA em 1928. A Inglaterra ainda era considerada uma das equipes mais fortes da Europa na época, e a partida foi anunciada na Inglaterra como a "final real" da Copa do Mundo. A partida era tão importante para os italianos que, segundo relatos, Benito Mussolini ofereceu a cada jogador um carro Alfa Romeo, o equivalente a £ 150 (cerca de £ 6.000 em termos modernos) e a isenção do serviço militar em caso de vitória.
O ditador italiano acreditava que este era um confronto de ideologias. Do lado inglês, era o orgulho que estava em jogo. A Inglaterra jamais havia perdido um jogo em casa. Por isso, nas vésperas o «Daily Mail» escrevia que aquele seria «o jogo de futebol mais importante já jogado desde a Grande Guerra».
A partida estabeleceu um recorde, pois foi a primeira e única vez que sete jogadores registrados no mesmo clube (o Arsenal) começaram na Inglaterra. Coincidentemente, a partida foi disputada no estádio local Arsenal, Highbury. Além dos sete jogadores do Arsenal (Frank Moss, George Male, Eddie Hapgood, Wilf Copping, Ray Bowden, Ted Drake e Cliff Bastin), o jovem Stanley Matthews jogou seu segundo jogo internacional pela equipe inglesa; Cliff Britton, Jack Barker e Eric Brook foram os outros três jogadores. A equipe da Inglaterra era inexperiente e cada jogador tinha menos de dez internacionalidades.

## Ficha Técnica
| 14 de Novembro de 1934 | Inglaterra               | 3–2       | Itália         | Highbury Stadium, Londres            |
|                        | Brook 3' 10' · Drake 12' | Relatório | Meazza 58' 62' | Público: 56,044 Árbitro: Otto Olsson |

| Inglaterra | Itália |

|    |    |                   |  |
|    |    |                   |  |
| GK | 1  | Frank Moss        |  |
| RB | 2  | George Male       |  |
| LB | 3  | Eddie Hapgood (c) |  |
| RH | 4  | Cliff Britton     |  |
| CH | 5  | Jack Barker       |  |
| LH | 6  | Wilf Copping      |  |
| OR | 7  | Stanley Matthews  |  |
| IR | 8  | Ray Bowden        |  |
| CF | 9  | Ted Drake         |  |
| IL | 10 | Cliff Bastin      |  |
| OL | 11 | Eric Brook        |  |

|                |    |                      |  |
|                |    |                      |  |
| GK             | 1  | Carlo Ceresoli       |  |
| RB             | 2  | Eraldo Monzeglio     |  |
| LB             | 3  | Luigi Allemandi      |  |
| RH             | 4  | Attilio Ferraris (c) |  |
| CH             | 5  | Luis Monti           |  |
| LH             | 6  | Luigi Bertolini      |  |
| OR             | 7  | Enrique Guaita       |  |
| IR             | 8  | Pietro Serantoni     |  |
| CF             | 9  | Giuseppe Meazza      |  |
| IL             | 10 | Giovanni Ferrari     |  |
| OL             | 11 | Raimundo Orsi        |  |
| Técnico:       |    |                      |  |
| Vittorio Pozzo |    |                      |  |